# Vigdis Hårsaker
Vigdis Hårsaker, née le 16 juillet 1981, est une ancienne handballeuse internationale norvégienne.

## Palmarès

### Sélection nationale
- Championnat du monde
  -  finaliste du Championnat du monde 2001,  Italie
  -  finaliste du Championnat du monde 2007,  France[3]
- Championnat d'Europe
  -  vainqueur du Championnat d'Europe 2004,  Hongrie
  -  finaliste du Championnat d'Europe 2002,  Danemark

### Club
- vainqueur de la Coupe d'Europe des vainqueurs de coupe en 2005 (avec Larvik HK)
- finaliste de la Coupe d'Europe des vainqueurs de coupe en 2007 (avec Byåsen Håndball Elite Trondheim)